# Schikma-Gefängnis
Das Schikma-Gefängnis (hebräisch: כלא שקמה) ist eine israelische Haftanstalt in Aschkelon.

## Geschichte
Die mit hohen Mauern umgebene Anlage wurde im Jahre 1930 von Großbritannien während seines Völkerbundsmandats für Palästina im typischen Festungsstil erbaut und als südliches Hauptquartier genutzt. 1948 wurde die Festung vom neu gegründeten Staat Israel übernommen und diente ab 1949 als Polizeistation von Aschkelon. Ab 1968 wurde das Gebäude zunehmend und inzwischen ausschließlich als Gefängnis genutzt. Im Laufe der Jahre erfolgten zahlreiche Um- und Ausbauten sowie Modernisierungen. Unter anderem kam ein Hochsicherheitstrakt hinzu.

## Heute
Das Gefängnis verfügt über rund 650 Haftplätze und wird sowohl für Straf- wie auch Untersuchungsgefangene genutzt. Unter den Verurteilten finden sich Mörder, Vergewaltiger, Pädophile und Terroristen. Die Haftanstalt untersteht der israelischen Justizvollzugsbehörde Sherut Batei HaSohar (Abkürzung: Schabas).
Die Zellen sind mit Radio- und Fernsehgeräten ausgestattet, verfügen jedoch über keinen Kabelfernsehanschluss. Aufgrund des Alters des Gebäudekomplexes erlaubt das Leitungssystem keine Klimaanlagen, allerdings gibt es Ventilatoren. Die Anstaltsverpflegung können sich die Gefangenen zwei- bis dreimal monatlich im Gefängnisladen aufbessern, das Geld dafür stammt von Familienangehörigen oder wenn solche nicht vorhanden sind, von der Gefängnisverwaltung. Sozialarbeiter kümmern sich um die Resozialisierung der Strafgefangenen und bereiten sie durch Maßnahmen wie z. B. Hafturlaube auf ein straffreies Leben nach der Entlassung vor, einige der Wärter sind Sozialpädagogikstudenten der örtlichen Hochschule. Für die Sicherheit sorgen neben dem normalen Wachpersonal Kräfte der Schabas-Spezialeinheiten Nachschon (Gefangenentransporte), Dror (anstaltsinterne Drogenbekämpfung) und Matsada (Aufstandsbekämpfung/Geiselbefreiung).

## Kritik
Der israelische Nukleartechniker Mordechai Vanunu, der hier von 1993 bis 2004 den Großteil seiner 18-jährigen Freiheitsstrafe für Landesverrat verbüßte, berichtet von weitgehender Kontaktsperre, die in abgeschwächter Form auch nach der Entlassung aufrechterhalten wurde. 1997 wurde im Rahmen einer UN-Anhörung über einen Terrorverdächtigen berichtet, der angab, im Schikma-Gefängnis misshandelt worden zu sein. Israelische Stellen räumten ein, bei Verhören Druck auf den Mann ausgeübt zu haben, wiesen jedoch den Vorwurf der Folter zurück und verwiesen darauf, dass durch das intensive Verhör ein weiterer Anschlag verhindert werden konnte. Bei dem dem Beschuldigten zur Last gelegten Attentat auf ein Lokal in Tel Aviv waren drei Frauen getötet und rund fünfzig weitere Personen verletzt worden. 2002 wurde je ein Fall von Isolationshaft und Kontaktsperre bei der UN gemeldet, einem Anwalt wurde der Zugang zu seinem Mandanten für zehn Tage verweigert. 2004 nahmen 350 Schikma-Insassen an einem landesweiten Hungerstreik palästinensischer Gefangener teil, bei dem sie nur Wasser tranken. Ziel des Streiks waren bessere Haftbedingungen, wie z. B. das Ende von Leibesvisitationen oder die Aufhebung des kurz zuvor eingeführten Verbots von Mobiltelefonen. Der Streik sollte von israelischer Seite unter anderem durch das Grillen von Fleisch auf den Gefängnishöfen bekämpft werden und war nach 14 Tagen beendet. Zu den Untersuchungshäftlingen zählt derzeit der palästinensische Terrorverdächtige Dirar Abu Sisi, der im Februar 2011 in der Ukraine entführt wurde.
2016 warfen die Nichtregierungsorganisationen B‘Tselem und Hamoked auf Grundlage von Schilderungen 116 palästinensischer Gefangener israelischen Sicherheitskräften Misshandlungen im Shabak-Verhörzentrum des Gefängnisses vor. Schlafentzug und Fesselungen wurden beispielhaft genannt.